# Club Sport Herediano
Club Sport Herediano is een voetbalclub uit de stad Heredia in Costa Rica. Thuisstadion is het Estadio Eladio Rosabal Cordero, dat vernoemd is naar Eladio Rosabal Cordero. Hij is een van de oprichters van de club en was later speler bij CS Herediano. Het is samen met Alajuelense een van de twee clubs die nog nooit degradeerde uit de hoogste Costa Ricaanse voetbaldivisie. In 2018 won de club zijn eerste internationale prijs, de CONCACAF League, waarin de finale met 3-2 werd gewonnen van het Hondurese CD Motagua.

## Erelijst
Nationaal
- Landskampioen: 27x

1921, 1922, 1924, 1927, 1930, 1931, 1931, 1932, 1933, 1935, 1937, 1947, 1948, 1951, 1955, 1961, 1978, 1979, 1981, 1985, 1987, 1993, Verano 2012, Verano 2013, Verano 2015, Verano 2016, Verano 2017, Invierno 2018
- Copa de Costa Rica: 10x

1935, 1939, 1945, 1947, 1954, 1955, 1956, 1959, 1961
Internationaal
- CONCACAF League: 1x

2018

## Bekende (oud-)spelers
- Austin Berry
- Andy Herron
- Claudio Jara
- Geovanny Jara
- Marvin Obanda
- Mauricio Solis
- Jafet Soto
- William Sunsing
- Paulo Wanchope
- Mauricio Wright